# Лециан, Мартин
Мартин Лециан (чеш. Martin Lecián; 31 октября 1900 года, Острожске-предмести, Австро-Венгрия — 6 октября 1927 года, Оломоуц, Чехословакия) — чехословацкий преступник и убийца, преступлениям которого посвящено несколько повестей и романов. Был осуждён к смертной казни за убийства 10 человек, но после этого, при попытке побега, убил ещё и охранника тюрьмы. В истории чешской полиции значится как убийца с самым большим числом жертв, после 1918 года. Был известен под прозвищем Моравский ужас (чеш. Postrach Moravy).

## Биография
Родился 31 октября 1900 года в пригороде Угерского-Острога, Острожске предместье. Своё восемнадцатилетие встретил в исправительной колонии. После освобождения он начал преступную деятельность и был дважды судим тогдашним краевым судом в Угерске-Градиште. Будучи призванным в армию, пять раз совершал дезертирство.
Во время своего последнего дезертирства познакомился с Анной Крженёвской и они вместе начали грабить кассы в Моравии. Надышавшись во время подрыва замков касс угарных газов, заболел туберкулёзом.
В Простеёве был вместе с Крженёвской задержан полицией и помещён в больницу в Оломоуце, откуда сбежал 10 декабря 1926 года вместе с опасным преступником Шекелем. При побеге были ранены два охранника. Они вместе совершили ряд ограблений, но затем 21 декабря расстались в Бучёвицах. Лециан остался в Моравии, а Шекель ушёл в Словакию. Оба районной жандармерией были объявлены в общегосударственный розыск.
В январе 1927 года Лециан совершил свои первые убийства. В Славкове у Брна убил четырьмя выстрелами муниципального полицейского, который пытался задержать его на месте кражи. На следующий день, во время ограбления магазина, пытался убить его владельца и сержанта жандармерии Поледняка. В дальнейшем совершил ещё несколько разбойных нападений, во время одного из которых, в Йиглаве, убил сотрудника общественной охраны, Франтишека Марчика. В середине февраля, во время поездки на поезде, был опознан полицейским Шильгавым. Выстрелив по нему несколько раз, Лециан на ходу спрыгнул с поезда.
8 марта был убит сержант жандармерии Антонин Стухлый. По тревоге была поднята жандармерия и войска. Несколько раз вступал в перестрелки с полицейским. Во время одной из них, в деревне Полешовице, был ранен, но сумел уйти от полицейских. Наконец был задержан 23 апреля в Новом Богумине гражданскими полицейскими Халиржем и Калюжей.
Расследование всех преступлений Лециана заняло четыре месяца. Сам судебный процесс длился шесть дней. 3 сентября 1927 года Лецян был приговорён к увольнению из армии, с потерей права владеть оружием, к лишению права голоса и к смертной казни через повешение. 25 сентября Лециан и другой дезертир, Кашпаржик, пытались бежать. Им удалось завладеть оружием и убить тюремного охранника, но в конце концов, после перестрелки, они были задержаны.
Президент страны отклонил просьбу Мартина Лециана о помиловании. Лециан был казнён во дворе оломоуцкой военной тюрьмы в 6 часов утра, 6 октября 1927 года.